# Сагымбаев, Ерлан Ерлесович
Ерла́н Ерле́сович Сагымба́ев (каз. Ерлан Ерлесұлы Сағымбаев, 5 апреля 1970, Усть-Каменогорск, СССР) — казахстанский хоккеист и тренер. Мастер спорта международного класса Республики Казахстан (по хоккею с шайбой), заслуженный тренер Республики Казахстан. Кандидат педагогических наук.
Бронзовый призёр чемпионата МХЛ 1996 года в составе ХК «Авангард» (Омск). Чемпион зимних Азиатских игр 1996 и 1999 гг. Был капитаном сборной Казахстана на зимних Олимпийских играх 1998 года.

## Карьера игрока
Начал заниматься хоккеем с 7 лет в ДЮСШ «Алтай — Торпедо» под руководством Олега Павловича Домрачева, впоследствии заслуженного тренера Республики Казахстан.
В составе молодёжной сборной Казахстана дважды подряд становился Чемпионом СССР по хоккею с шайбой (Сезоны 1986—1987 и 1987—1988).
В сезонах 1995—1996 провел за «Авангард» 71 матч, забросил 24 шайбы, отдал 13 голевых передач. Бронзовый призёр чемпионата Межнациональной хоккейной лиги 1996.

## Карьера тренера
Из-за проблем со здоровьем был вынужден рано закончить карьеру и в 1998—2000 годах работал тренером в СДЮШОР Усть-Каменогорска. В 2000 году возобновил карьеру хоккеиста и играл за усть-каменогорское «Торпедо» в первой лиге чемпионата России. В 2001 году окончательно повесил коньки на гвоздь и стал главным тренером команды «Казцинк-Торпедо-2» В 2005—2006 гг. — старший тренер «Казцинк-Торпедо». В 2004—2006 гг. также работал с молодёжной сборной Казахстана.
В 2006 году назначен главным тренером «Казцинк-Торпедо» и по совместительству сборной Казахстана (только на Азиатские игры, на чемпионат мира сборную повез Анатолий Картаев). На Азиатских играх в Чанчуне взял второе место и на следующий сезон уже единолично возглавлял сборную и занял второе место на чемпионате мира в первом дивизионе. Также возглавлял сборную в отборочном турнире к олимпийским играм 2010 г. Пройдя первый этап, на втором занял третье место в подгруппе из 4-х команд.
На клубном уровне тренировал «Казцинк-Торпедо» до 2008 года, в 2008—2009 гг. — «Сарыарка», с 2009 года — «Иртыш».
В 2012 году был приглашен тренером в хоккейный клуб «Барыс». «Барыс» добился больших успехов в 2013/14 сезоне: 2 место в своей конференции. Тренерский штаб «Барыса» сразу же был приглашен в сборную Казахстана. На чемпионате мира 2014 в Минске, сборная проиграла все матчи вылетела в 1 дивизион с 2 очками. 22 июня 2015 года назначен главным тренером «Барыса». Был уволен 23 сентября 2015 года после 13 матчей, когда «Барыс» находится на 10-м месте в турнирной таблице Восточной конференции КХЛ.

### Статистика (главный тренер)
Последнее обновление: 24 сентября 2015 года
| Команда | Сезон       | Турнир     | И  | В | ВО/ВБ | ПО/ПБ | П | О  | %O    | Результат |
| ------- | ----------- | ---------- | -- | - | ----- | ----- | - | -- | ----- | --------- |
| Барыс   | КХЛ 2015-16 | Рег. сезон | 13 | 3 | 1     | 3     | 6 | 13 | 35,9% | отставка  |

## Вне льда
Женат на Сауле Сагымбаевой. У них два ребёнка: дочь Лейла (1996) и сын Марат (2006), который занимается хоккеем.